# Firmware

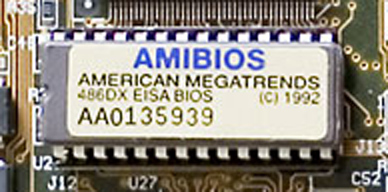
Esta imagem é uma seção da placa mãe de um AT mostrando a BIOS ROM AMIBIOS.

Em eletrônica e computação, firmware é uma classe específica de software de computador que fornece controle de baixo nível para o hardware específico do dispositivo. O firmware pode fornecer um ambiente operacional padronizado para o software mais complexo do dispositivo (permitindo maior independência de hardware) ou, para dispositivos menos complexos, atuar como o sistema operacional completo do dispositivo, executando todas as funções de controle, monitoramento e manipulação de dados. Exemplos típicos de dispositivos que contêm firmware são sistemas embarcados.
O firmware é armazenado permanentemente num circuito integrado (chip) de memória de hardware, como uma ROM, PROM, EPROM ou ainda EEPROM e memória flash, no momento da fabricação do componente. Muitos aparelhos simples possuem firmware, entre eles: controles-remotos, calculadora de mão, algumas partes do computador, como disco rígido, teclado, cartão de memória, unidades USB, muitos instrumentos científicos e robôs. Outros aparelhos mais complexos como celulares, câmeras digitais, sintetizadores, entre outros, também possuem um firmware para a execução de suas tarefas.
Não há fronteiras rígidas entre firmware e software, pois ambos são termos descritivos bastante livres. Contudo, o termo firmware foi originalmente inventado para contrastar com software de alto nível que poderia ser alterado sem a troca de um componente de hardware, e o firmware está normalmente envolvido com operações muito básicas de baixo nível, sem as quais um dispositivo seria completamente não-funcional.

## Aplicações

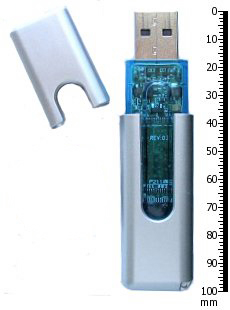
O dispositivo representado é uma unidade USB flash drive de 128 MB.

Firmwares estão presentes em computadores na forma de BIOS, leitores e/ou gravadores de CDs/DVDs. Também estão presentes em celulares, leitores MP3 e MP4, câmeras digitais, consoles, impressoras, televisões e cafeteiras. Em portáteis como cartões de memória, pen drives, consoles portáteis, controles remotos, brinquedos e virtualmente quaisquer equipamentos eletrônicos da atualidade, incluindo eletrodomésticos como fornos de microondas, geladeiras ou lavadoras.

## Open firmware
É uma variação de firmware criada originalmente em compatibilidade com a norma IEEE 1275-1994. Sua principal característica é ser compilada em FCode, o que lhe proporciona independência de arquitetura.